# 敵は本能寺にあり (テレビドラマ)
『敵は本能寺にあり』（てきはほんのうじにあり）は、テレビ朝日系『日曜洋画劇場特別企画』として、2007年12月16日の21:00～23:09（JST）に放送された時代劇のスペシャル番組である。原作は加藤廣の小説『明智左馬助の恋』（日本経済新聞出版社刊）。2006年に放送された『信長の棺』の完結編に当たる。視聴率は12.6%。

## キャスト
- 明智左馬助：市川染五郎
- 織田信長：玉木宏
- 綸：釈由美子
- 鉢屋晴久：平田満
- 茜：芦名星
- 斎藤利三：田宮五郎
- 近衛前久：柄本明
- 羽柴秀吉：竹中直人
- 清玉上人：岸部一徳
- 多志：浅野ゆう子（特別出演）
- 狩野永徳：藤田まこと（特別出演）
- 徳川家康：椎名桔平
- 明智光秀：中村梅雀
- 森蘭丸：本田大善
- 村井貞勝：西田健
- 本多忠勝：勝部演之
- 蜂須賀小六：中西良太
- 吉田兼見：森下哲夫
- 酒井忠次：大鷹明良
- 佐久間信盛：山田明郷
- 曽根悠多
- 林隼人：清水一哉
- 蓮ハルク
- ナレーション：若村麻由美

ほか

## スタッフ
- 原作：加藤廣
- 脚本：金子成人
- 監督：三村晴彦
- 音楽：栗山和樹
- 美術監修：西岡善信
- 殺陣：宇仁貫三
- 特殊メイク監修：江川悦子
- 企画協力：アァベェベェ、アオイコーポレーション
- プロデュース：五十嵐文郎（チーフ）・内山聖子・武田功・中嶋等
- 製作協力：松竹京都映画
- 製作：テレビ朝日・松竹

## 備考
- 竹中直人が秀吉役を演じるのは大河ドラマ『秀吉』に続き2度目である。その後、大河ドラマ『軍師官兵衛』で3度目の秀吉役を演じた。
- 前作『信長の棺』で主演を務めた松本幸四郎（9代目）の長男の市川染五郎が主人公・明智左馬助を演じている。また、同名の映画（1960年）で明智光秀を演じた松本幸四郎（8代目）は市川染五郎の祖父に当たる。